# Westgate Printing Grand Slam Futures Tampa Bay 2004
Il Westgate Printing Grand Slam Futures Tampa Bay 2004 ($10,000 Tampa 2004) è stato un torneo di tennis facente parte della categoria ITF Women's Circuit nell'ambito dell'ITF Women's Circuit 2004. Il montepremi del torneo era di $10 000 ed esso si è svolto nella settimana tra il 12 gennaio e il 18 gennaio 2004 su campi in cemento. Il torneo si è giocato nella città di Tampa negli Stati Uniti.

## Vincitori

### Singolare
Liu Nannan ha sconfitto in finale  Kristen Schlukebir con il punteggio di 6–3, 6–1.

### Doppio
Alisa Klejbanova /  Mayumi Yamamoto hanno sconfitto in finale  Milangela Morales /  Sunitha Rao con il punteggio di 6–2, 6–4.